# André Pielage
Andreas Johannes Henricus (André) Pielage (Zuidschermer, 3 september 1975) is een Nederlandse beeldhouwer en installatiekunstenaar.

## Leven en werk
Pielage studeerde van 1993 tot 1997 aan de Amsterdamse Hogeschool voor de Kunsten in Amsterdam en aansluitend tot 1998 aan de Hogeschool voor de Kunsten Utrecht. In 2005 en 2006 volgde hij een residentie aan de Rijksakademie van beeldende kunsten in Amsterdam.
Sinds 2005 maakt Pielage kunst in openbare ruimte.

## Enkele werken
- "Boom Lift Ship" Pielage verwierf bekendheid met zijn installatie van 30 hoogwerkers, die als onderdeel van Sail Amsterdam 2010 te zien was aan de Kop van Java in Amsterdam.
- "Uiverhoeve" In 2014 voltooide Pielage zijn monumentale ruimtelijke tekening van een hoeve met wolfsdak, zoals deze in de omgeving ten noorden van Amersfoort veel terug te vinden zijn. Op de schoorsteen is een ooievaarsnest geplaatst. De Uiverhoeve staat in de gemeente Amersfoort bij de afslag Vathorst van de A28.
- "Reclining (quod est inferius sicut est quod est superius et quod est superius sicut est quod est inferior or ‘that which is below is like that which is above & that which is above is like that which is below)" In 2015 kwam Pielage met de eerste sculptuur die in aluminium is gegoten volgens zijn zelfontwikkelde gietmethode.